# SN 1997bb
SN 1997bb – supernowa typu Ia odkryta 8 marca 1997 roku w galaktyce A122900+0009. W momencie odkrycia miała maksymalną jasność 22,10m.